# فیلیپ دانتونی
فیلیپ دانتونی (به انگلیسی: Philip D'Antoni) (زادهٔ ۱۹ فوریهٔ ۱۹۲۹ – درگذشتهٔ ۱۵ آوریل ۲۰۱۸) تهیه‌کنندهٔ فیلم اهل ایالات متحدهٔ آمریکا بود.
او برندهٔ چند جایزه ازجمله جایزهٔ اسکار بهترین فیلم و جایزهٔ گلدن گلوب برای کارگردانی فیلم ارتباط فرانسوی (۱۹۷۱) شد.